# Вазул
Вазул (мађ. Vazul), (? -† 1037) је био мађарски племић из династије Арпадоваца. Имао је звање војводе и поседе између Мораве и Естергома (Hran или Gran).

## Биографија
Вазул је био унук Такшоња, великог везира Мађара и син мађарског војводе Михаља (Mihály). Мајка му је била Аделајда Пољска, по једним изворима ћерка а по другим сестра Мјешка I. Вазул је био рођак првог мађарског хришћанског краља Стефана I, против кога је учествовао у завери свргавања са власти. Придружио се завереницима јер је као многобожац, одлуком краља Стефана био искључен из наследства за мађарски краљевски престо у корист Петра I Орсеола.
Покушај убиства краља Стефана није успео, а завереници су били похватани и убијени. Вазулови синови су протерани и отишли су да живе прво у Бохемију, па у Пољску. Бела је остао у Пољској, а Андраш и Левенте су продужили за Кијев.
Од Вазулова три сина, Андраш I и Бела I су у каснијем периоду постали краљеви Мађарске, а Левенте који се никад није покрстио је само следио и давао подршку свом брату Андрашу.

## Жене
- Катун Анастазија
- Каталина Бугарска[1]